# Mechanik: Czas zemsty
Mechanik: Czas zemsty (tytuł oryg. The Mechanik) – amerykańsko-niemiecki film sensacyjny z 2005 roku w reżyserii Dolpha Lundgrena.

## Opis fabuły
Rosja. Żona i syn Nikołaja (Dolph Lundgren), byłego komandosa, giną podczas strzelaniny, jaka wywiązuje się między gangsterami. Nikołaj wyjeżdża do USA. Pewnego dnia nieznajoma prosi go o odnalezienie porwanej w Rosji córki. W sfotografowanym porywaczu mężczyzna rozpoznaje zabójcę swoich bliskich.

## Obsada
- Dolph Lundgren jako Nick Cherenko
- Ben Cross jako William Burton
- Ivan Petrushinov jako Sasha Popov
- Olivia Lee jako Julia
- Raicho Vasilev jako Achmed
- Assen Blatechki jako Yuri
- Antony Agirov jako Serie
- Valeri Yordanov jako Alexi
- Dejan Angelov jako Pavel
- Ivaylo Geraskov jako Leo
- Hilda van der Meulen jako Alina